# Bishop Briggs
Bishop Briggs, pseudonimo di Sarah Grace McLaughlin (Londra, 18 luglio 1992), è una musicista e cantautrice britannica.
 È famosa per il suo singolo "River". Ha pubblicato il suo album di debutto il 20 aprile 2018.

## Biografia
Briggs è nata a Londra, Regno Unito, da genitori scozzesi provenienti da Bishopbriggs, Scozia, che ha ispirato il suo nome d'arte. All'età di 4 anni, si è trasferita a Tokyo con la sua famiglia. Ha cantato in pubblico per la prima volta in un bar karaoke di Tokyo, e ha immediatamente realizzato che avrebbe voluto cantare per tutta la sua vita. Crescere con le tradizioni dei bar karaoke della città e ascoltare musica che spazia dai musicisti di Motown ai Beatles, hanno influenzato la sua persecuzione della musica. Ha iniziato a scrivere canzoni all'età di 7 anni esibendosi davanti alla propria famiglia. Si è trasferita ad Hong Kong all'età di 10 anni, dove ha vissuto fino all'età di 18 anni. Ha continuato ad inseguire la musica durante la sua adolescenza, partecipando a vari talent show scolastici. Dopo essersi laureata alla Hong Kong International School si è trasferita a Los Angeles, in California, e ha frequentato il college al Musician's Institute.

## Carriera musicale

### 2015–2017: Singoli di debutto ed EP
Dopo essersi trasferita a Los Angeles, Briggs ha scritto e cantato in ogni strada della città, registrando poi il suo primo singolo "Wild Horses" a luglio del 2015. Molti utenti hanno scoperto Briggs grazie a Shazam, dopo aver visto uno spot di Acura che conteneva la sua canzone. Verso la fine del 2015, "Wild Horses" ha cominciato a scalare le classifiche, entrando nella top 30 della Billboard Alternative Songs e nella top 13 della Billboard Twitter Emerging Artist.
Nel gennaio 2016, Briggs ha rilasciato il singolo "River", che ebbe grande successo commerciale. In poco tempo il singolo ha raggiunto la posizione numero 1 in Hype Machine's Popular charts, la posizione numero 1 nella US Viral 50 di Spotify e la numero 2 nella Global Viral 50. A maggio del 2016, "River" ha scalato la classifica delle Shazam Future Hits. "River" è arrivata nella top 3 della 'Billboard Alternative Songs e nella top 10 di Billboard Hot Rock, Rock Airplay and Twitter Emerging Artist.
A maggio del 2016, ha rilasciato il suo terzo singolo, "The Way I Do". Nell'autunno del 2016, Briggs ha aperto il concerto dei Coldplay in 9 date del loro tour, e ha anche aperto i concerti del tour autunnale dei Kaleo. Briggs ha fatto il suo debutto televisivo il 1º agosto 2016, quando ha cantato "River" a The Tonight Show Starring Jimmy Fallon. Ha rilasciato il suo quarto singolo, "Pray (Empty Gun)" il 12 agosto 2016. La canzone è stata inserita nella seconda stagione dello show di MTV, Scream. Il 23 settembre 2016 ha rilasciato il singolo "Be Your Love". Il suo primo rilascio fisico è stato un EP in vinile intitolato "Bishop Briggs" in un'edizione limitata di 1 200 copie, rilasciato durante il Record Store Day Black Friday nel 2016.
Nel dicembre 2016, Briggs ha rilasciato il video ufficiale di "Wild Horses" attraverso W Magazine.
Nel 2017 Bishop Briggs ha cantato al Panorama Festival di New York City e al Coachella. Briggs ha contribuito alla colonna sonora di xXx: Il ritorno di Xander Cage con la sua canzone "Mercy". Ha partecipato al singolo "So Tied Up" dei Cold War Kids, rilasciata a marzo del 2017.
L'EP "Bishop Briggs" è stato rilasciato digitalmente il 14 aprile 2017, contenente quattro canzoni presenti nell'EP in vinile e due inediti, "Dark Side" e "The Fire".

### 2018:Church of Scars
Nel febbraio del 2018, Republic Records ha pubblicato la cover di Bishop Briggs della hit del 1988 di INXS, "Never Tear Us Apart", come singolo estratto dalla colonna sonora del film Cinquanta sfumature di rosso, che ha anche cantato in un duetto nella stagione 16 di American Idol.
L'album di debutto di Briggs, Church of Scars, è stato rilasciato il 20 aprile 2018.

### 2019:Champion
Nell'ottobre del 2019, Briggs ha rilasciato tre singoli ("Champion", "Tattooed On My Heart" e "Jekyll & Hide") estratti dal suo secondo album in studio, Champion. A novembre, Briggs ha rilasciato il singolo "Someone Else" come parte dell'album.
L'album è stato poi rilasciato l'8 novembre 2019.

## Vita privata
Nell'agosto del 2022 è diventata mamma per la prima volta.

## Discografia

### Album in studio
| Titolo          | Dettagli                                                                            | Classifiche | Classifiche | Classifiche | Classifiche | Classifiche | Classifiche |
| Titolo          | Dettagli                                                                            | AUS         | SWI         | CAN         | US          | US Alt.     | US Rock     |
| --------------- | ----------------------------------------------------------------------------------- | ----------- | ----------- | ----------- | ----------- | ----------- | ----------- |
| Church of Scars | - Pubblicato: 20 aprile 2018 - Etichetta: Island - Formato: Digitale, CD, streaming | 91          | 90          | 56          | 29          | 5           | 5           |
| Champion        | - Pubblicato: 8 novembre 2019 - Etichetta: Island - Formato: Digitale, streaming    | —           | —           | —           | —           | —           | —           |

### Extended play
| Titolo             | Dettagli                                                                           | Classifiche | Classifiche |
| Titolo             | Dettagli                                                                           | US Rock     | US Heat.    |
| ------------------ | ---------------------------------------------------------------------------------- | ----------- | ----------- |
| Bishop Briggs      | - Pubblicato: 25 novembre 2016 - Etichetta: Island - Formato: Vinile               | —           | —           |
| Bishop Briggs - EP | - Pubblicato: 14 aprile 2017 - Etichetta: Island - Formato: Digitale, CD, cassetta | 46          | 5           |

### Singoli

#### Come artista principale
| Anno                                                                                       | Titolo                           | Classifiche | Classifiche | Classifiche     | Album                         | Certificazione  |
| Anno                                                                                       | Titolo                           | US Rock     | US Alt      | US Rock Airplay | Album                         | Certificazione  |
| ------------------------------------------------------------------------------------------ | -------------------------------- | ----------- | ----------- | --------------- | ----------------------------- | --------------- |
| 2015                                                                                       | "Wild Horses"                    | —           | —           | —               | Bishop Briggs                 |                 |
| 2016                                                                                       | "River"                          | 10          | 3           | 5               | Bishop Briggs                 | - RIAA: Platino |
| 2016                                                                                       | "The Way I Do"                   | —           | —           | —               | Bishop Briggs                 |                 |
| 2016                                                                                       | "Pray (Empty Gun)"               | —           | —           | —               | Bishop Briggs                 |                 |
| 2016                                                                                       | "Be Your Love"                   | 39          | —           | —               | Bishop Briggs                 |                 |
| 2016                                                                                       | "Wild Horses" (ripubblicazione)  | 21          | 17          | 30              | Bishop Briggs                 |                 |
| 2017                                                                                       | "The Way I Do" (ripubblicazione) | —           | —           | —               | Bishop Briggs                 |                 |
| 2017                                                                                       | "Hi-Lo (Hollow)"                 | —           | —           | —               | Church of Scars               |                 |
| 2017                                                                                       | "Dream"                          | 30          | 25          | 41              | Church of Scars               |                 |
| 2018                                                                                       | "Never Tear Us Apart"            | 18          | —           | —               | Fifty Shades Freed soundtrack |                 |
| 2018                                                                                       | "White Flag"                     | 25          | 16          | —               | Church of Scars               |                 |
| 2018                                                                                       | "Baby"                           | —           | 29          | —               | /                             |                 |
| 2019                                                                                       | "Champion"                       | 20          | 22          | 34              | Champion                      |                 |
| 2019                                                                                       | "Tattooed On My Heart"           | —           | —           | —               | Champion                      |                 |
| 2019                                                                                       | "Jekyll & Hide"                  | 47          | —           | —               | Champion                      |                 |
| 2019                                                                                       | "Someone Else"                   | —           | —           | —               | Champion                      |                 |
| 2020                                                                                       | "Higher"                         | —           | —           | —               | TBA                           |                 |
| 2020                                                                                       | "Walk You Home"                  | —           | —           | —               | TBA                           |                 |
| 2021                                                                                       | "Someone Else" (con Jacob Banks) | —           | —           | —               | /                             |                 |
| 2022                                                                                       | "High Water"                     | —           | —           | —               | TBA                           |                 |
| 2022                                                                                       | "Art Of Survival"                | —           | —           | —               | TBA                           |                 |
| "—" significa che il singolo non si è classificato o non è stato pubblicato in quel paese. |                                  |             |             |                 |                               |                 |

#### Come artista ospite
| Titolo       | Anno | Artisti                           | Album di provenienza |
| ------------ | ---- | --------------------------------- | -------------------- |
| "So Tied Up" | 2017 | Cold War Kids feat. Bishop Briggs | L.A. Divine          |
| "friends*"   | 2020 | Moby Rich feat. Bishop Briggs     | /                    |

## Riconoscimenti
MTV Europe Music Awards
- 2018 – Nomina – Best Push